# Looping Group
Die Looping Group (auch Looping Holding SAS) ist eine europäische Freizeitpark-Kette mit Sitz in Frankreich.

## Geschichte

### Gründung
Die Looping Group wurde am 31. Januar 2011 im Zuge einer Übernahme von sieben Freizeitparks der französischen „Compagnie des Alpes (CdA)“ gegründet. Diese hatte am 15. Dezember 2010 angekündigt, sieben Freizeitparks verkaufen zu wollen, dazu gehörten: Der französische Parc Bagatelle, das Grand Aquarium Saint-Malo, das Mini Châteaux und das Grand Aquarium de Touraine, sowie den niederländischen Avonturenpark Hellendoorn, den britischen Freizeitpark Pleasurewood Hills und den Aquaparc in der Schweiz. Der Käufer und Gründer der Looping Group war ein Konsortium, bestehend aus Laurent Bruloy und der Beteiligungsgesellschaft H.I.G. European Capital Partners SAS mit Sitz in Frankreich. Laurent Bruloy war von 2005 bis 2007 der Geschäftsführer des Aqualud Erlebnisbad am französischen Badeort Le Touquet. Nach der Übernahme der sieben Parks war die Compagnie des Alpes mit einer Minderheitsbeteiligung von 30 Prozent auch weiterhin an der Looping Group beteiligt, während dem H.I.G. Konsortium die restlichen 70 Prozent gehörten. 2014 gab die Compagnie des Alpes bekannt, dass sie ihren verbleibenden Anteil von 30 Prozent an der Looping Group an die H.I.G Capital France verkauft hat. Die Parks hatten zusammen im Vorjahr rund 1,6 Mio. Besucher. Ein Jahr nach der Übernahme der sieben Parks waren es in der Saison 2011 fast 2 Mio. Besucher. Mittlerweile werden die 14 Parks der Looping Group von aktuell durchschnittlich 3,6 Mio. Gäste im Jahr besucht. Der Geschäftsführer der Looping Group ist seit 2011 Laurent Bruloy.

### Weitere Übernahmen
- Im Mai 2012 erwarb die Looping Group den Freizeitpark Cobac Parc bei Lanhélin in der französischen Region Bretagne.
- Im Januar 2013 gab die spanische Caixabank bekannt, dass der spanische Freizeitpark Isla Mágica im April 2013 an die Looping Group verkauft werde.
- Im Mai 2015 gab die Compagnie des Alpes den Verkauf des Tierparks Planète Sauvage und des Freizeitparks La Mer de Sable für 15,4 Millionen Euro an die Looping Group bekannt.[5]
- Im Januar 2016 wurde die Looping Group von der H.I.G Capital France an die belgische Investmentgesellschaft Ergon Capital Partners S.A. mit Sitz in Brüssel veräußert.[6]
- Im April 2017 gab die Compagnie des Alpes den Verkauf des sauerländischen Freizeitparks Fort Fun Abenteuerland für sieben Millionen Euro an die Looping Group bekannt.[7]
- Im November 2017 erwarb die Looping Group den Zoo de La Flèche in der Region Pays de la Loire im Westen Frankreichs mit über 1.600 Tiere aus rund 160 Tierarten.[8]
- Im Dezember 2017 wurde der 36 Hektar große Wasserpark Parque Aquático de Amarante im Norden Portugals von der Looping Group übernommen.[2]
- Im März 2022 wurde 82.000 Quadratmeter große Aquapark Istralandia in Kroatien von der Gruppe übernommen.[9][10]
- Im Mai 2023 wurde der Wasserpark Aquacolors in Kroatien übernommen.[11]
- Im März 2024 wurde der Familiepark Drievliet übernommen.[12]

## Liste der Parks

### Vergnügungsparks
| Name                      | Ort          | Land           | Eröffnung | Erworben |
| ------------------------- | ------------ | -------------- | --------- | -------- |
| Avonturenpark Hellendoorn | Hellendoorn  | Niederlande    | 1936      | 2011     |
| Cobac Parc                | Lanhélin     | Frankreich     | 1975      | 2012     |
| Drayton Manor             | Tamworth     | Großbritannien | 1950      | 2020     |
| Drievliet Family Park     | Den Haag     | Niederlande    | 1951      | 2024     |
| Fort Fun Abenteuerland    | Bestwig      | Deutschland    | 1972      | 2017     |
| Isla Mágica               | Sevilla      | Spanien        | 1997      | 2013     |
| La Mer de Sable           | Ermenonville | Frankreich     | 1963      | 2015     |
| Mini Châteaux             | Amboise      | Frankreich     | 1996      | 2011     |
| Parc Bagatelle            | Merlimont    | Frankreich     | 1955      | 2011     |
| Parc Saint-Paul           | Saint-Paul   | Frankreich     | 1983      | 2025     |
| Pleasurewood Hills        | Lowestoft    | Großbritannien | 1983      | 2011     |
| Terra Botanica            | Angers       | Frankreich     |           | 2024     |

### Schauaquarien
| Name                         | Ort                | Land       | Eröffnung | Erworben |
| ---------------------------- | ------------------ | ---------- | --------- | -------- |
| Grand Aquarium de Saint-Malo | Saint-Malo         | Frankreich | 1996      | 2011     |
| Grand Aquarium de Touraine   | Lussault-sur-Loire | Frankreich | 1984      | 2011     |

### Tierparks
| Name                     | Ort             | Land           | Eröffnung | Erworben |
| ------------------------ | --------------- | -------------- | --------- | -------- |
| Planète Sauvage          | Port-Saint-Père | Frankreich     | 1992      | 2015     |
| West Midland Safari Park | Bewdley         | Großbritannien | 1973      | 2019     |
| Zoo de La Flèche         | La Flèche       | Frankreich     | 1946      | 2017     |

### Wasserparks
| Name                        | Ort         | Land       | Eröffnung | Erworben |
| --------------------------- | ----------- | ---------- | --------- | -------- |
| Aquacolors                  | Poreč       | Kroatien   | 2015      | 2023     |
| Aquaparc                    | Le Bouveret | Schweiz    | 1999      | 2011     |
| Agua Mágica                 | Sevilla     | Spanien    | 2014      | 2014     |
| Aqua'Fun Park               | Lanhélin    | Frankreich | 2012      | 2012     |
| Istralandia                 | Nova Vas    | Kroatien   | 2014      | 2022     |
| Parque Aquático de Amarante | Fregim      | Portugal   | 1994      | 2017     |